# John McCrae
Œuvres principales
- Au champ d'honneur (poème)(In Flanders Fields)

John Alexander McCrae (Guelph (Canada) 30 novembre 1872 - Wimereux 28 janvier 1918) est un médecin militaire canadien. Il est connu comme l'auteur du poème Au champ d'honneur (In Flanders Fields).

## Biographie
John McCrae est un médecin biologiste engagé volontairement pendant la Seconde Guerre des Boers d'Afrique du Sud puis dans le Corps expéditionnaire canadien lors de la Première Guerre mondiale.
Il a été promu au grade de lieutenant-colonel du Corps médical canadien. C'est lui qui aurait écrit le 3 mai 1915 à Boezinge un poème en pleine bataille des Flandres en hommage à son ami. Il meurt à l'Hôpital militaire britannique de Wimereux le 28 janvier 1918.

## Le poème
Le poème In Flanders Fields évoque avec simplicité les champs de bataille des Flandres. Il est devenu pour les Canadiens et les Britanniques le symbole d'une génération fauchée dans la fleur de l'âge, à l'instar des romans de Roland Dorgelès ou de Maurice Genevoix pour les Français.
Une partie de ce poème est affichée dans le vestiaire de l'équipe de hockey des Canadiens de Montréal, de la Ligue nationale de hockey, sous les photos des joueurs qui ont été admis au Temple de la renommée du hockey : « Nos bras meurtris vous tendent le flambeau, à vous toujours de le porter bien haut. »
Le gouvernement canadien a fait faire une traduction officielle du poème sous le titre Au champ d'honneur.

## Les coquelicots de papier

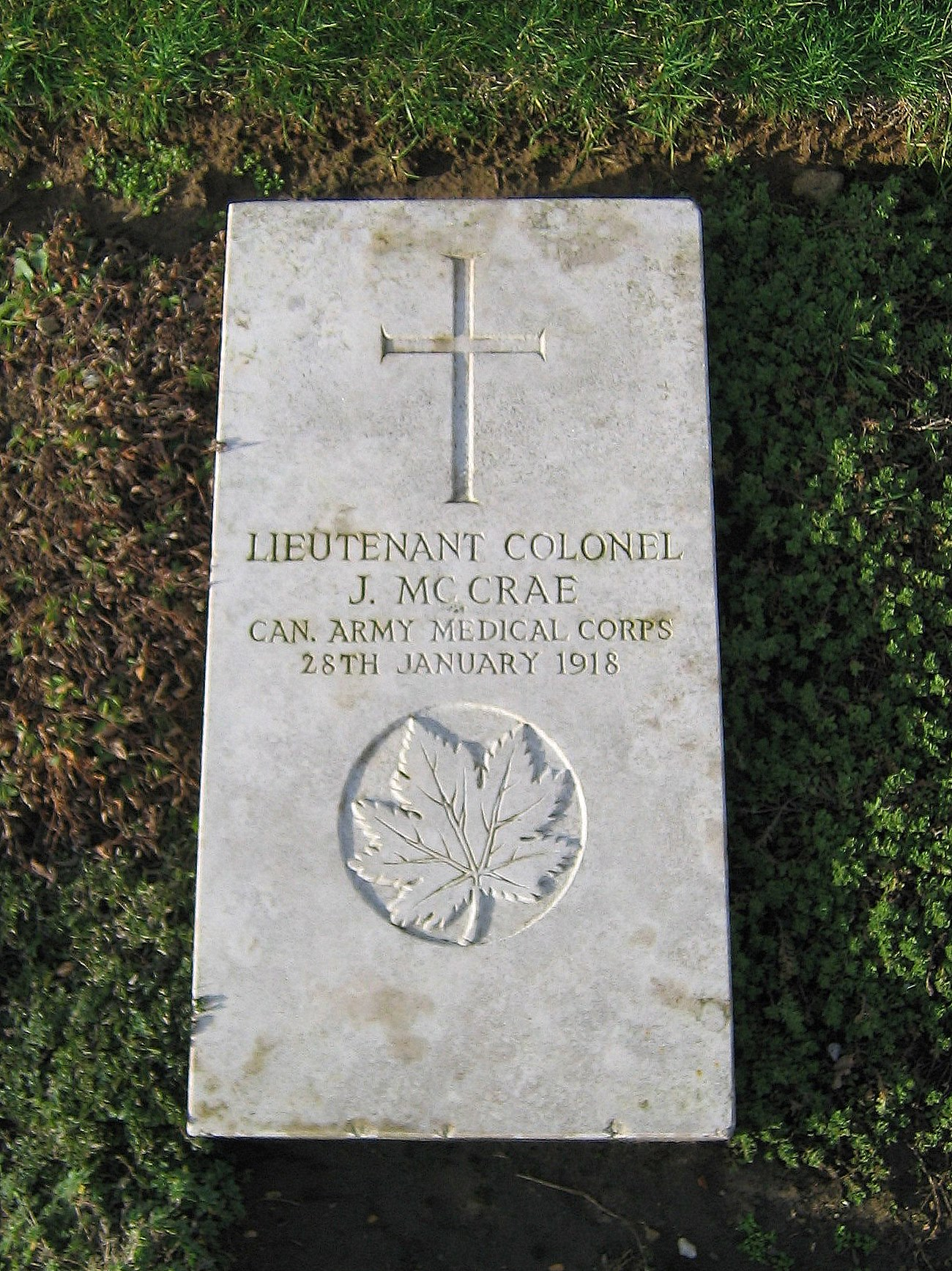
La tombe de John McCrae à Wimereux.

Dès 1921, à la suite du poème de John McCrae, les Britanniques ont choisi comme « fleur du souvenir » le coquelicot, cette fragile fleur des champs, nommée poppy en anglais. Sur les tombes et sur les stèles britanniques, au cœur de la cathédrale d'Ypres, fleurissent aujourd'hui encore des coquelicots de papier. Les coquelicots sont encore portés à la boutonnière des Britanniques et des Canadiens à chaque cérémonie commémorative de la Grande Guerre (notamment le 11 novembre, jour du Souvenir, au Canada). Cette «fleur du souvenir», que l'on arbore au Poppy day rappelle la vision du champ de bataille de John McCrae à Boezinge, près d'Ypres. La France avait choisi le bleuet qui côtoyait le coquelicot dans les champs.

## Le lieu de l'écriture
Il est possible de visiter le lieu où John McCrae rédigea ce poème à Boezinge, là où les bunkers se dressent encore, veillant toujours sur le canal le long du Diksmuideweg (le chemin de Dixmude).

## Lieu de mémoire
- À Albert dans le département de la Somme, en France, le musée Somme 1916, consacre une partie de la Galerie des héros à John McCrae.